# European Prize in Combinatorics
Der European Prize in Combinatorics ist ein alle zwei Jahre auf der European Conference on Combinatorics, Graph Theory and Applications (Eurocomb) verliehener Preis in Kombinatorik, Diskrete Mathematik und deren Anwendung und wird seit 2003 verliehen.
Die Preisträger müssen in der Europäischen Union forschen und jünger als 35 Jahre sein. Auf der Eurocomb 2015 war er mit 2500 Euro dotiert.

## Preisträger
- 2003 Daniela Kühn, Deryk Osthus für viele Resultate in der zentralen Sparte der Graphentheorie, die sich mit Graphen-Minoren und zufälligen Strukturen befasst, speziell in Verbindung mit Hadwigers Vermutung und Alain Plagne für Resultate aus der kombinatorischen Zahlentheorie[1]
- 2005 Dmitry Feichtner-Kozlov
- 2007 Gilles Schaeffer
- 2009 Peter Keevash, Balázs Szegedy
- 2011 David Conlon, Daniel Kráľ
- 2013 Wojciech Samotij, Tom Sanders
- 2015 Karim Adiprasito, Zdeněk Dvořák, Robert Morris
- 2017 Christian Reiher, Maryna Viazovska[2]
- 2019 Richard Montgomery, Alexey Pokrovskiy[3]
- 2021 Péter Pál Pach, Julian Sahasrabudhe, Lisa Sauermann, Istvan Tomon[4]
- 2023 Johannes Carmesin, Felix Joos[5]